# Roger Gillies Ekin
Roger Gillies Ekin, britanski general, * 18. november 1895, † 6. marec 1990.